# 신유열
신유열(辛裕烈, 일본명: 重光 聡 시게미쓰 사토시[*], 1986년 3월 30일~)은 영국 런던 출생 한국-일본 혼혈이며, 재일 한국인 재벌 3세대로, 롯데그룹 창업자 신격호의 손자이자, 2대 회장 신동빈의 장남이다. 현재 신유열은 한일 롯데그룹에서 전무이사를 역임하고 있다. 그의 아버지가 1986년 노무라 증권 영국 지사에서 근무할 때, 신유열은 영국 런던에서 태어났고, 일본에서는 아버지와 삼촌처럼 아오야마 가쿠인 대학 중등부와 고등부를 졸업하였으며, 아오야마 대학이 아닌 할아버지 신격호 롯데 창업회장이 졸업한 와세다 대학의 소케이(早慶) 라이벌 대학인 게이오기주쿠 대학에 진학했다. 학부 졸업 후, 미국 아이비 리그 컬럼비아 대학교에서 MBA를 수료하고 경영학 석사 학위를 받았으며, 노무라 증권 등에서 경력을 쌓은 후 롯데그룹에 입사했다.
한편 신유열은 재일 한국인 일본 혼혈이라 일본명도 보유중이며, 일본명은 '시게미츠 사토시'(일본어: 重光聪)이다. 한반도 인구 80% 가량이 반강제적으로 실시했던 1940년대 일제강점기 때의 창씨개명 당시, 할아버지 신격호가 영산 신씨의 동의 한자인 중광(重光)을 선택한 것을 그대로 사용한다. 일본 본토 성씨랑은 전혀 관련이 없다.

## 경력
- 2008~2018 노무라 증권
- 2018~2020 노무라 싱가포르
- 2020~2021 일본 롯데 영업본부장
- 2021~ 일본 롯데홀딩스 기획부장
- 2022~2023 롯데케미칼 기초소재 동경지사 주재임원
- 2023~ 일본 롯데부동산 대표이사
- 2023~ 일본 롯데파이낸셜 대표이사
- 2023~2025 롯데바이오로직스 글로벌전략실장 전무
- 2023~2025 롯데지주 미래성장실장 전무
- 2025~ 롯데바이오로직스 글로벌전략실장 부사장
- 2025~ 롯데지주 미래성장실장 부사장

## 롯데그룹 3대
롯데그룹 3세대 경영인으로, 신유열은 롯데그룹 차기 회장으로 가장 유력한 후보로 평가받고 있다. 2020년대에 들어서면서, 신동빈 회장의 동남아 출장과 함께 롯데그룹은 3세대 경영에 대한 관심을 높였다. 당시 그룹은 신유열이 롯데 일본 지사의 상무로 있으면서도 지분을 보유하고 있지 않아 3세대 경영에 대한 논의는 이르다고 했지만, 일본 지사에서의 상무직 수행과 신동빈 회장의 지지를 받으며 높은 평가를 받았다. 2022년에 롯데 화학에서 상무로 승진한 후에는 LSI(Lotte Strategic Investment) 대표를 맡았고, 2023년 6월에는 롯데 금융의 대표가 되어 영향력을 확장했다. 2023년 6월 5일, 롯데그룹은 신유열의 승계를 위해 '미래 성장 TF(Task Force)'라는 새로운 조직을 만들어 운영하기 시작했다. 이 조직은 롯데그룹의 중장기 비전과 미래 성장 동력을 발굴하며, 새로운 사업 개발을 담당한다. 일본 롯데그룹도 같은 이름의 TF를 설립하여 양측이 교류하고 협력한다. 2022년 말 정기 경영진 인사에서 상무로 승진하며 적극적인 경영 태도를 보였고, 2023년부터는 신동빈 회장과 함께 여러 대외 활동에 참여하거나 혼자 행동하며 명성을 높였다. 2023년 12월, 신유열은 롯데홀딩스에서 미래 성장실 실장으로 승진했으며, 롯데 바이오사이언스의 글로벌 전략실 실장을 겸직하며 롯데그룹의 미래 성장 동력을 찾는데 주력하고 있다.

## 영향력
그의 결혼식은 많은 정치계 중량급 인사들이 참석해 화제가 되었다. 전 총리 아베 신조를 비롯해 스가 요시히데(전 관방장관), 시오자키 야스히사(전 후생노동상), 니카이 토시히로(전 경제산업상 겸 자민당 총무회장) 등 정치계 유명 인사들이 참석했다. 신동빈 회장은 VIP실에서 모리 요시로(전 총리), 오카다 카츠야(전 부총리 겸 민주당 대표), 타케시타 와타루(전 복구상), 에가 후쿠시로(전 재무상) 등과 함께 손님들을 맞이했으며, 친근하게 악수를 나눴다. 전 총리 나카소네 야스히로의 아들 나카소네 히로후미(전 외무상)와 도쿄 도지사를 지낸 정치계 중량급 인물 이시하라 신타로의 아들 이시하라 노부아키(전 환경상)도 이 화려하고 대규모의 연회에 참석했다. 연회에는 470명이 넘는 한국과 일본 유명 인사들이 초대되었다.